# 德瓦爾德鎮區 (明尼蘇達州諾布爾斯縣)
德瓦爾德鎮區（英語：Dewald Township）是位於美國明尼蘇達州諾布爾斯縣的一個行政鎮區。

## 歷史
德瓦爾德鎮區於1872年設立，得名自早期定居者阿莫斯·德瓦爾德（Amos Dewald）和海勒姆·德瓦爾德（Hiram Dewald）。

## 地方資料
德瓦爾德鎮區的面積為93.16平方千米，當中陸地面積為93.06平方千米，而水域面積為0.10平方千米。根據2020年美國人口普查的數據，當地共有人口228人，而人口密度為每平方千米2.45人。